# Cease to Begin
Cease to Begin és el segon àlbum d'estudi del grup de rock estatunidenc Band of Horses, publicat el 2007 per Sub Pop. Va arribar al número 35 dels Billboard 200. De l'àlbum es van extreure dos senzills; "Is There a Ghost", que va arribar al número 93 de la llista de millors cançons de 2007 publicada per la revista Rolling Stone,i "No One's Gonna Love You".

## Crítiques musicals
El periodista Christian Hoard de Rolling Stone va descriure l'àlbum com un treball de rock indie amb una gran dosi de bellesa amb cançons oníriques i d'arrels profundes, sacsejades per unes guitarres potents.
La web Allmusic destaca les bones cançons de l'àlbum i el grau de maduresa assolit pel grup en aquest segon treball, i li atorga una puntuació de quatre estrelles sobre cinc.
El portal SputnikMusic qualifica el treball com un recull de cançons indie de melodies enganxadisses amb tocs de rock sureny, i en destaca "No One's Gonna Love You" com a la millor de l'àlbum. Per la part negativa constata la poca profunditat de les lletres.
El web britànic New Musical Express (NME) va qualificar l'àlbum com una mescla de folk i rock intel·ligent, i alhora "deliciosament relaxant". Comparant el seu estil amb els Morning Jackets, Nada Surf i Flaming Lips,i en va destaca les cançons "Ode To LRC" i "Detlef Schrempf".

## Llista de cançons
| Núm. | Títol                           | Durada |
| ---- | ------------------------------- | ------ |
| 1.   | «Is There a Ghost»              | 2:59   |
| 2.   | «Ode to LRC»                    | 4:16   |
| 3.   | «No One's Gonna Love You»       | 3:37   |
| 4.   | «Detlef Schrempf»               | 4:28   |
| 5.   | «The General Specific»          | 3:07   |
| 6.   | «Lamb on the Lam (In the City)» | 0:50   |
| 7.   | «Islands on the Coast»          | 3:34   |
| 8.   | «Marry Song»                    | 3:23   |
| 9.   | «Cigarettes, Wedding Bands»     | 4:35   |
| 10.  | «Window Blues»                  | 4:01   |

## Músics
Band of Horses
- Ben Bridwell - Veu principal, guitarra.
- Rob Hampton - Guitarra, Baix.
- Creighton Barrett - Bateria.

Músics addicionals
- Ryan Monroe - Teclats.

Tècnics
- Phil Ek - productor, mescles
- Jon Ashley - enginyer
- Julian Dreyer - enginyer
- Cameron Nicklaus - enginyer
- Dusty Summers - disseny
- Christopher Wilson - fotografia